# قره‌بلاغ (شهرستان قره‌کولجه)
قره‌بلاغ (به لاتین: Kara-Bulak به روسی Кара Булак) یک منطقهٔ مسکونی در قرقیزستان است که در شهرستان قره‌کولجه واقع شده‌است. قره‌بلاغ ۵۰۹ نفر جمعیت دارد و ۲٬۰۲۵ متر بالاتر از سطح دریا واقع شده‌است.